# Fliš
Fliš je serija sedimentnih stijena u kojima se najčešće smjenjuju lapori, pješčenjaci, glineni škriljci i vapnenci. Nastao je djelovanjem turbiditnih struja, koje prate snažno djelovanje tektonike. U našim primorskim krajevima pretežno je eocenske starosti i privredno vrlo značajan (obradivo tlo, izvori).

## Vanjske poveznice
1. ↑  fliš Proleksis enciklopedija. Pristupljeno 5. travnja 2025.